# Marc-Pierre de Voyer
Marc-Pierre de Voyer, hrabia d’Argenson (ur. 16 sierpnia 1696 w Paryżu, zm. 22 sierpnia 1764 tamże) – francuski arystokrata, wojskowy i polityk.
Był synem Marca-René de Voyer de Paulmy, 1. markiza d’Argenson. Marc-Pierre został w roku 1720 generałem-porucznikiem, w 1737 intendentem Paryża, a w roku 1743 Sekretarzem Wojny. Popierał Encyklopedystów.
Jego syn, Marc-René de Voyer de Paulmy, 3. markiz d’Argenson, zastąpił go na stanowisku ministra wojny.